# Harnes
Harnes är en kommun i departementet Pas-de-Calais i regionen Hauts-de-France i norra Frankrike. Kommunen ligger i kantonen Harnes som tillhör arrondissementet Lens. År 2022 hade Harnes 12 264 invånare.

## Befolkningsutveckling
Antalet invånare i kommunen Harnes
| Referens: INSEE |